# POWER9
POWER8 POWER10
Le POWER9 est un microprocesseur de la gamme POWER conçu par IBM, produit par GlobalFoundries et disponible depuis décembre 2017.

## Caractéristiques techniques
La finesse de gravure des transistors du POWER9 est de 14 nanomètres, la surface est de 695 mm² et sa fréquence maximale est de 4,0 GHz.
Il possède 8 milliards de transistors (4,2 milliards pour le POWER8, 1,2 milliard pour le POWER7).
La Bande passante mémoire est de 192 Go/s (96 Go/s pour le POWER8 et 40 Go/s pour le POWER7).
Le POWER9 est disponible en architecture 12 ou 24 cœurs. Le 12-core équipe les serveurs IBM de la gamme Power Systems alors que le 24-core est destiné pour les supercalculateurs et le HPC.
Les différentes architectures multicores du processeur POWER9.

## Version Supercalculateurs / HPC / IA
- 24 cœurs
- 4 threads/cœur
- nom de code : Nimbus

## Version Serveurs Linux / AIX / IBM i
- 12 cœurs
- 8 threads/cœur
- nom de code : Nimbus et Cumulus (version haut de gamme SMP)

## Utilisations
Les processeurs POWER9 sont notamment utilisés dans les superordinateurs Summit et Sierra, conçus par IBM et Nvidia pour une mise en service en 2018.